# Carlos Darwin Quintero
Carlos Darwin Quintero (Tumaco, 19 september 1987) is een Colombiaans voetballer die speelt als aanvaller. Hij verruilde Minnesota United in november 2019 voor Houston Dynamo. Quintero debuteerde in 2008 voor het Colombiaans voetbalelftal, waarvoor hij in veertien interlands eenmaal scoorde.

## Clubcarrière
Quintero, bijgenaamd Científico, speelde voor Deportes Tolima, Krylja Sovetov Samara en Deportivo Pereira, voordat hij in 2009 overstapte naar Santos Laguna. Bij die club was hij gedurende zeven seizoenen (2009–2014) een basisspeler. Voor de club speelde Quintero 133 wedstrijden in de Primera División de Mexico. In de Apertura 2014 sloot Quintero zijn periode bij Santos af met negen assists in zeventien duels, waarmee hij de meeste assists in de Mexicaanse competitie in dat seizoen leverde. In januari 2015 begon hij met zijn nieuwe club Club América aan de Clausura 2015. Hij speelde alle wedstrijden in de Clausura en eindigde met de club op de tweede plaats van het klassement; in de Liguilla werd América vervolgens in de kwartfinale uitgeschakeld door Pachuca. In het seizoen 2014/15 en 2015/16 won Quintero met Club América de CONCACAF Champions League. In maart 2018 vertrok Quintero naar Minnesota United, waar hij uiteindelijk een seizoen verbleef. In november 2019 werd Quintero voor $600.000,- geruild voor Marlon Hairston en vertrok naar Houston Dynamo.

## Interlandcarrière
Quintero maakte onder leiding van bondscoach Eduardo Lara zijn debuut voor de nationale ploeg op 15 oktober 2008 in de WK-kwalificatiewedstrijd tegen Brazilië (0–0). Hij speelde veertien interlands voor zijn land, waaronder acht duels in de kwalificatietoernooien voor de wereldkampioenschappen voetbal van 2010 en 2014. Eenmaal maakte hij een interlanddoelpunt: op 30 september 2009 was hij in de 81ste minuut de maker van de 0–2 in een oefeninterland in en tegen Mexico. De wedstrijd eindigde uiteindelijk in een 1–2 overwinning, nadat Paul Aguilar nog een minuut voor tijd Mexico naar een doelpunt verschil had geschoten. Quintero speelde op 7 september 2012 zijn laatste interland.

## Erelijst
Santos Laguna
- Primera División: Clausura 2012
- Copa MX: Apertura 2014

 América
- CONCACAF Champions League: 2014/15, 2015/16

Individueel
- Categoría Primera A Speler van het Toernooi: Torneo Finalización 2008
- Topscorer CONCACAF Champions League: 2012/13 (zes doelpunten)
- MLS All-Star: 2018
- Topscorer Lamar Hunt US Open Cup: 2019 (zes doelpunten)
- Lamar Hunt US Open Cup Speler van het Toernooi: 2019